# ECEL1
ECEL1‏ (Endothelin converting enzyme like 1) هوَ بروتين يُشَفر بواسطة جين ECEL1 في الإنسان.